# Danuta Rinn
Danuta Rinn, właściwie Danuta Smykla, także czasowo Danuta Czyżewska (ur. 17 lipca 1936 w Krakowie, zm. 19 grudnia 2006 w Warszawie) – polska piosenkarka i aktorka.
Jej najbardziej znane utwory to „Na deptaku w Ciechocinku”, „Żeby choć raz” (oba z Bogdanem Czyżewskim), „Polskie skrzydła”, „Tyle wdzięku”, „Gdzie ci mężczyźni?”.

## Życiorys
Ukończyła średnią szkołę muzyczną w Krakowie w klasie fortepianu. Studiowała na Wydziale Kompozycji krakowskiej Państwowej Wyższej Szkoły Muzycznej, a podczas studiów współpracowała jako pianistka i akompaniatorka ze szkołą tańca Mariana Wieczystego i Rozgłośnią Krakowską Polskiego Radia, a jako piosenkarka z Teatrem na Wozie i kabaretem Centuś.
Debiutowała w Krakowie, a w 1963 przeniosła się do Warszawy i rozpoczęła karierę piosenkarki. Śpiewała w duecie z Bogdanem Czyżewskim i polskimi big bandami. W 1974 rozpoczęła solową karierę, m.in. zdobyła nagrodę Towarzystwa Przyjaciół Opola na 12. KFPP w Opolu za interpretację piosenki „Gdzie ci mężczyźni?”. Przez kolejne pięć lat współpracowała z Teatrem na Targówku w Warszawie, poza tym występowała z Kabaretem pod Egidą oraz brała udział na Festiwalu Piosenki Radzieckiej w Zielonej Górze.
Od początku lat 70. grała w filmach, takich jak Nagrody i odznaczenia, Zazdrość i medycyna, Bilans kwartalny, Doktor Murek, Kariera Nikosia Dyzmy. W ostatnich latach życia często występowała w serialach, m.in.: Niania, Graczykowie, czyli Buła i spóła, Samo życie, Adam i Ewa. W drugiej połowie lat 70. występowała w radiowej audycji 60 minut na godzinę, grając przez pewien czas obok Andrzeja Zaorskiego i Mariana Kociniaka główną rolę w cyklicznym słuchowisku Przygody radiowych piratów. W czasie działania „Solidarności” i w stanie wojennym stanęła po stronie prześladowanych oraz śpiewała m.in. w kościołach. 
Od 2002 z powodu złego stanu zdrowia mieszkała w Domu Aktora w Skolimowie. Choć była już chora (cierpiała na zaawansowaną cukrzycę), wciąż myślała o organizowaniu koncertów, m.in. charytatywnych, ponadto wystąpiła w teledysku do piosenki zespołu Big Cyc „Każdy facet to świnia”. Zmarła 19 grudnia 2006 o godz. 22:15 w szpitalu przy ulicy Wołoskiej w Warszawie w wyniku powikłań cukrzycowych. Pogrzeb artystki odbył się 22 grudnia 2006 na cmentarzu Powązkowskim (kwatera 21-5-1).
5 września 2020 za pomocą technologii cyfrowej pojawiła się podczas występu Eweliny Lisowskiej na 57. Krajowym Festiwalu Polskiej Piosenki na Opolu.

## Życie prywatne
Dwukrotnie rozwiedziona. Pierwszym mężem artystki był lekarz Andrzej Rynduch, od którego nazwiska utworzyła swój pseudonim artystyczny Rinn. W latach 1964–1974 jej mężem był piosenkarz Bogdan Czyżewski. Nie miała dzieci. Była matką chrzestną dziennikarki Kingi Rusin.

## Odznaczenia
- Srebrny Krzyż Zasługi (1979)[10]
- Krzyż Komandorski Orderu Odrodzenia Polski (2006)[11]

## Dyskografia
z Bogdanem Czyżewskim
- 1966 – Całujmy się
- 1969 – Pamiętaj o mnie
- 1971 – Nie obiecuj nie przyrzekaj

solo
- 1975 – Gdzie ci mężczyźni
- 1977 – Danuta Rinn
- 1989 – Polska baba

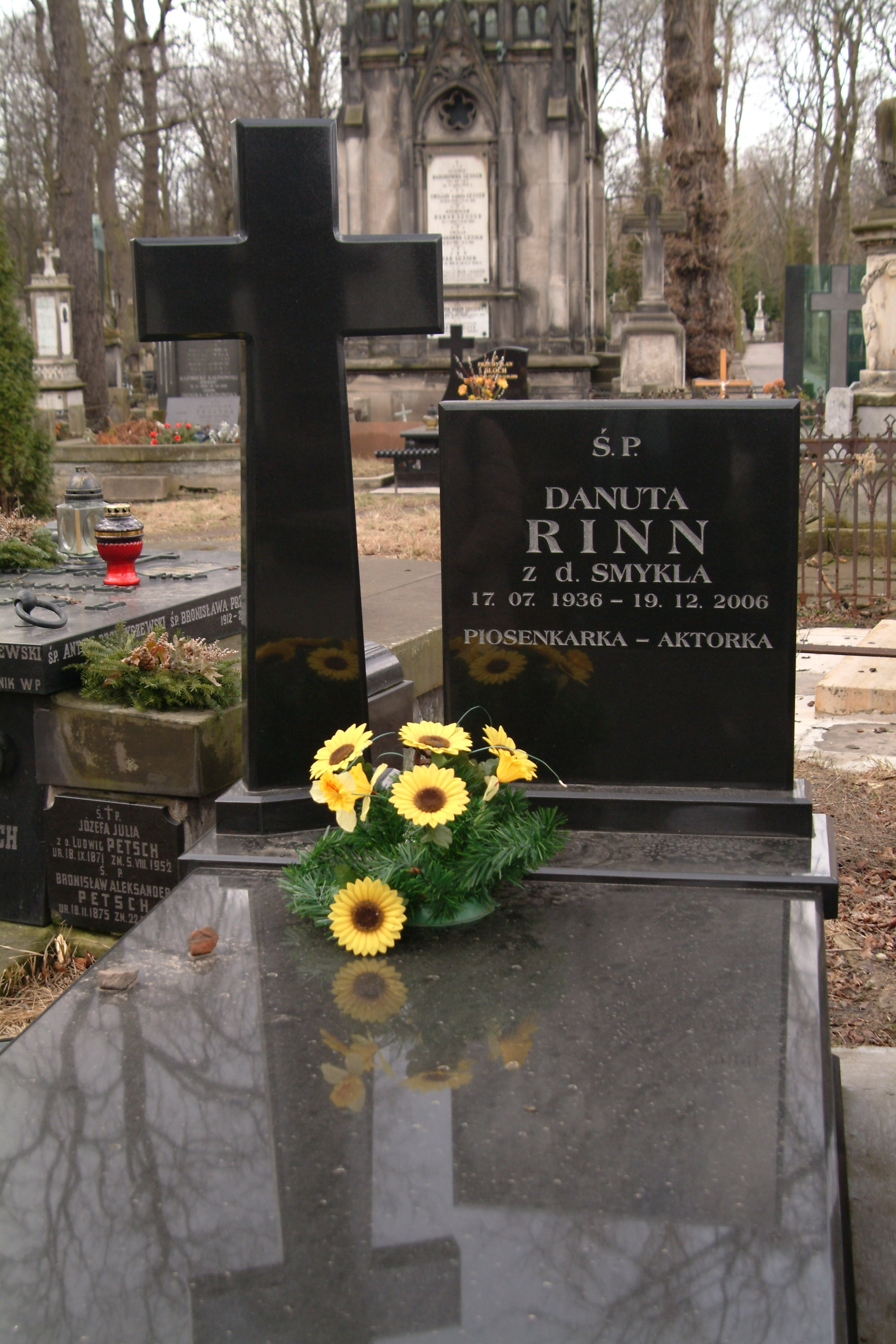
Nagrobek Danuty Rinn na warszawskich Powązkach

- 1998 – Jeszcze jestem CD, wyd. MTJ
- 2000 – Złota kolekcja: Tyle wdzięku CD, wyd. Pomaton
- 2007 – Dziecięce Zoo CD, wyd. Pomaton EMI
- 2011 – Gdzie ci mężczyźni? CD, wyd. Polskie Nagrania Muza
- 2014 – Danuta Rinn 40 piosenek, 2 CD, wyd. Polskie Nagrania Muza

## Wybrane piosenki
- Biedroneczki są w kropeczki (muz. Adam Markiewicz; sł. Artur Tur, A. Feill) z Bogdanem Czyżewskim
- Czy to wszystko ma sens (muz. Włodzimierz Korcz; sł. Jonasz Kofta)
- Gdy tańczę z panem (muz. Jan Ptaszyn Wróblewski; sł. Ireneusz Kocyłak)
- Gdzie ci mężczyźni (muz. Włodzimierz Korcz; sł. Jan Pietrzak)
- Ja go znajdę (muz. Andrzej Bianusz; sł. Czesław Majewski)
- Jak w musicalu... (muz. Zygmunt Apostoł; sł. Jan Zalewski)
- Nie mam o to żalu (muz. Jerzy Abratowski; sł. Edward Fiszer)
- Nie mam woli do zamęścia (muz. Adam Sławiński; sł. Adam Kreczmar)
- Niestety to nie ty (muz. Włodzimierz Korcz; sł. Jan Pietrzak)
- Obejmę... (muz. Włodzimierz Korcz; sł. Agnieszka Osiecka; „dozorcostwo”)
- Portret w oknie (muz. Jan Ptaszyn Wróblewski; sł. Jan Zalewski)
- Prowizorycznie (muz. Janusz Sent; sł. Wojciech Młynarski; 1975)
- Tyle wdzięku (muz. Jerzy Bekker; sł. Andrzej Kudelski)
- Wszystkiego najlepszego (muz. Romuald Żyliński; sł. Janusz Odrowąż) z Bogdanem Czyżewskim